# Hazen (Arkansas)
Hazen is een plaats (city) in de Amerikaanse staat Arkansas, en valt bestuurlijk gezien onder Prairie County.

## Demografie
Bij de volkstelling in 2000 werd het aantal inwoners vastgesteld op 1637.
In 2006 is het aantal inwoners door het United States Census Bureau geschat op 1517, een daling van 120 (-7,3%).

## Geografie
Volgens het United States Census Bureau beslaat de plaats een oppervlakte van
9,5 km², geheel bestaande uit land. Hazen ligt op ongeveer 70 m boven zeeniveau.

## Plaatsen in de nabije omgeving
De onderstaande figuur toont nabijgelegen plaatsen in een straal van 32 km rond Hazen.